# Pinerolo
Pinerolo (piemontesisch Pinareul, okzitanisch Pineiròl, französisch Pignerol) ist eine Stadt in der italienischen Metropolitanstadt Turin (TO), Region Piemont.

## Lage und Einwohner
Pinerolo liegt 40 km südwestlich von Turin auf einer Höhe von 376 m über dem Meeresspiegel. Das Gemeindegebiet umfasst eine Fläche von 50 km² und hat 35.431 Einwohner (Stand 31. Dezember 2023). Der Schutzpatron der Stadt ist San Donato. Pinerolo ist Sitz des gleichnamigen römisch-katholischen Bistums.
Die Nachbargemeinden sind Cumiana, Piscina, Frossasco, San Pietro Val Lemina, Roletto, Scalenghe, Porte, Buriasco, San Secondo di Pinerolo, Osasco, Macello und Garzigliana.

## Geschichte

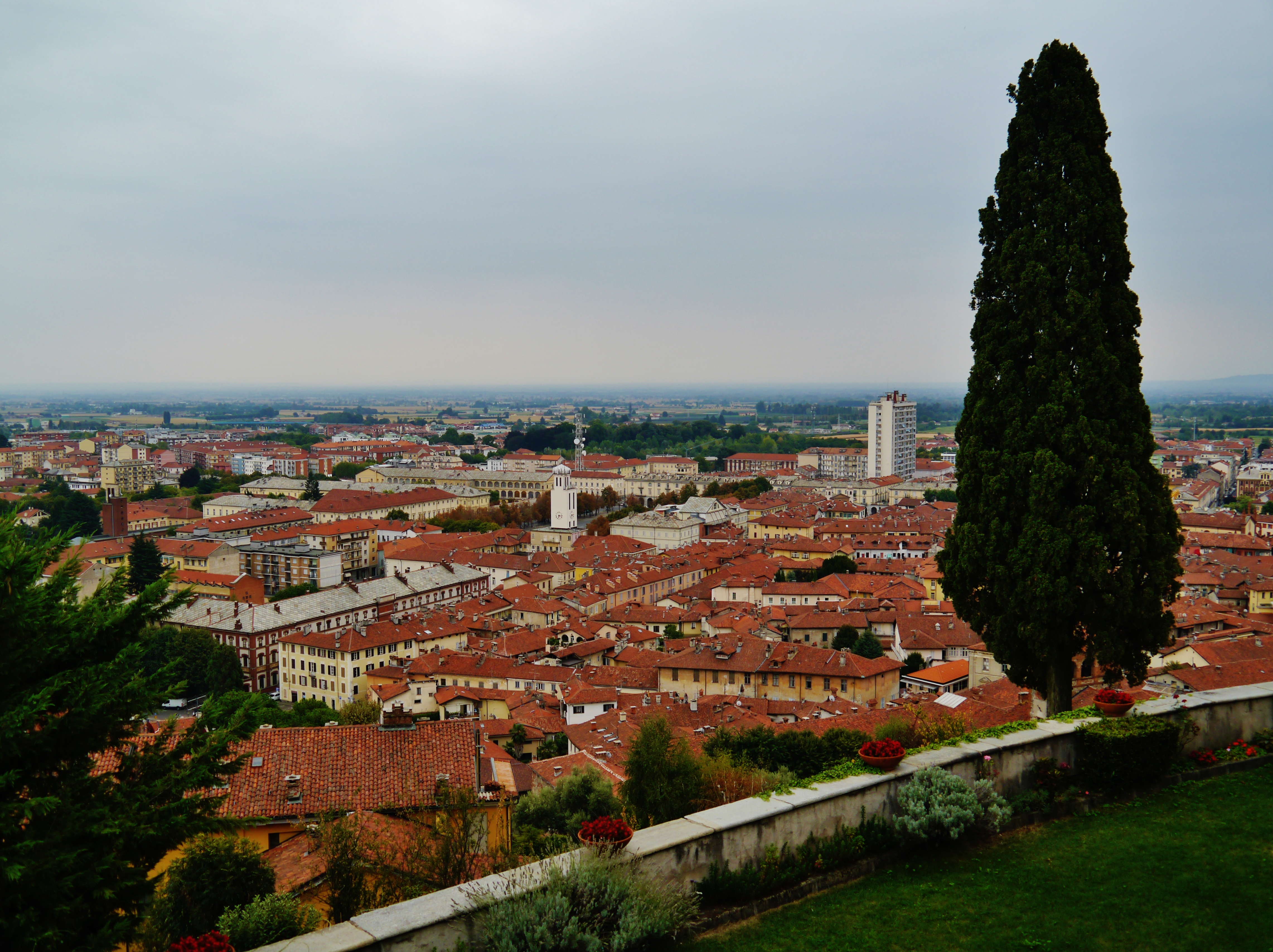
Blick auf Pinerolo

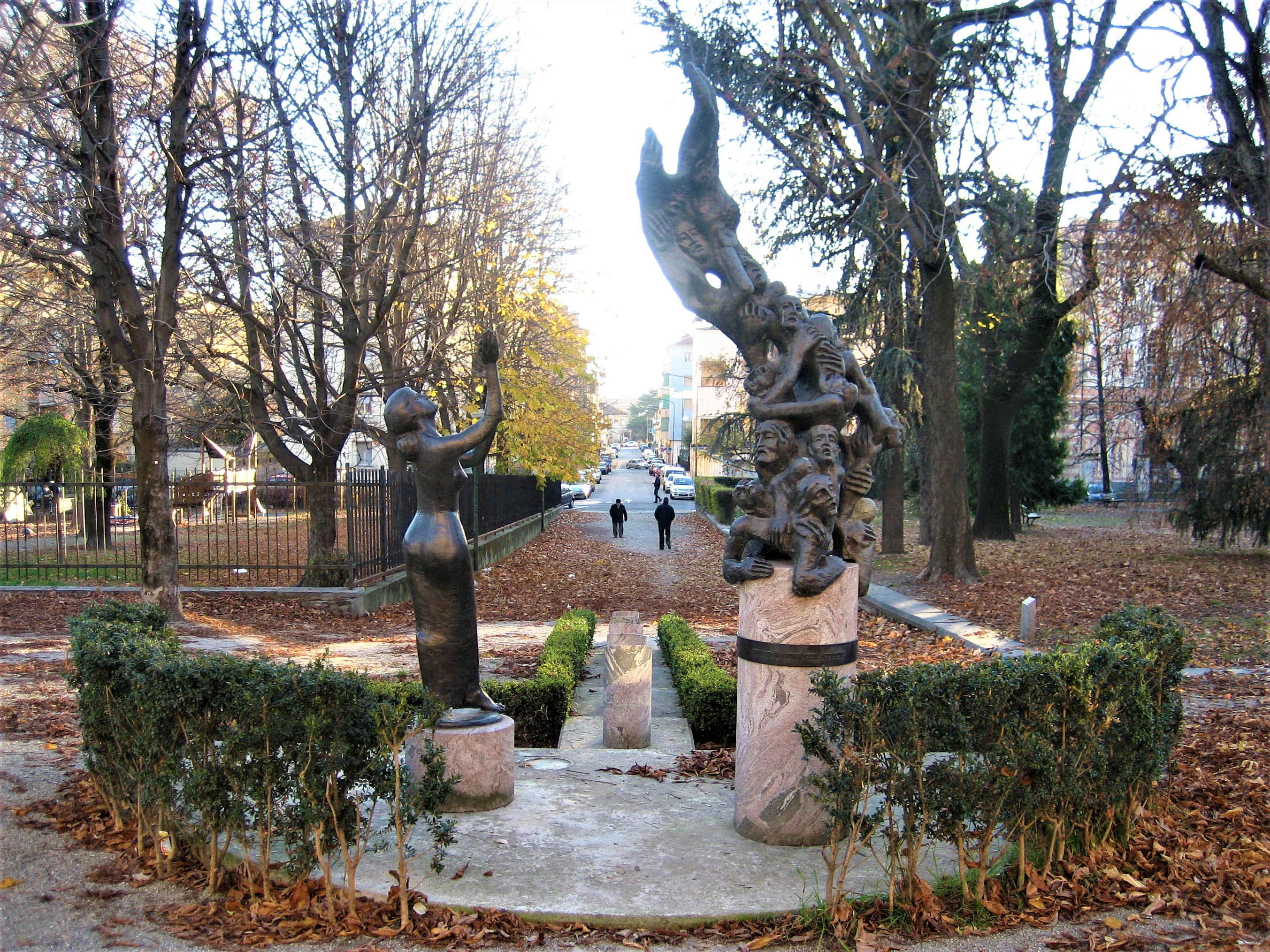
Denkmal Waldenserverfolgung in Pinerolo

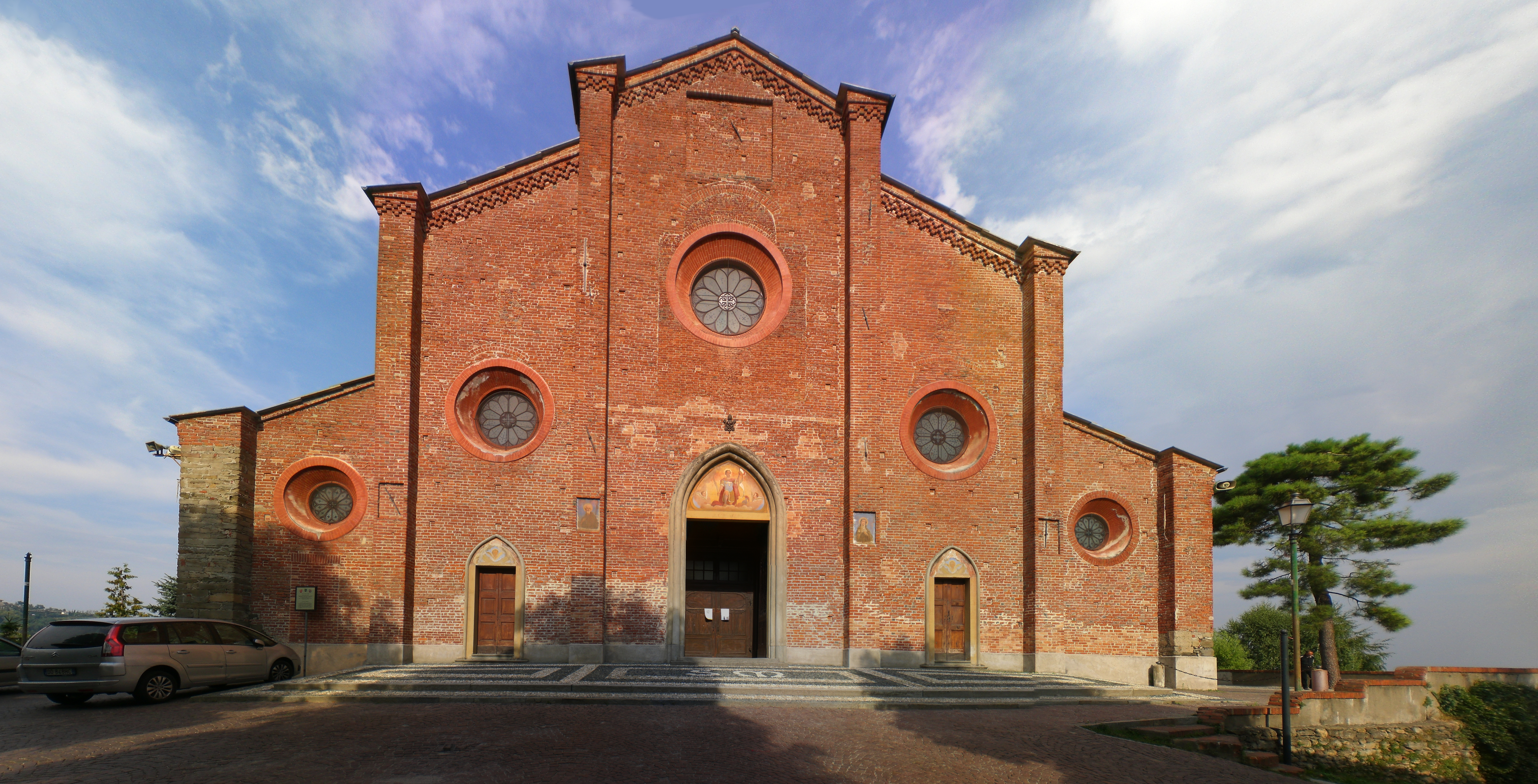
Chiesa di San Maurizio

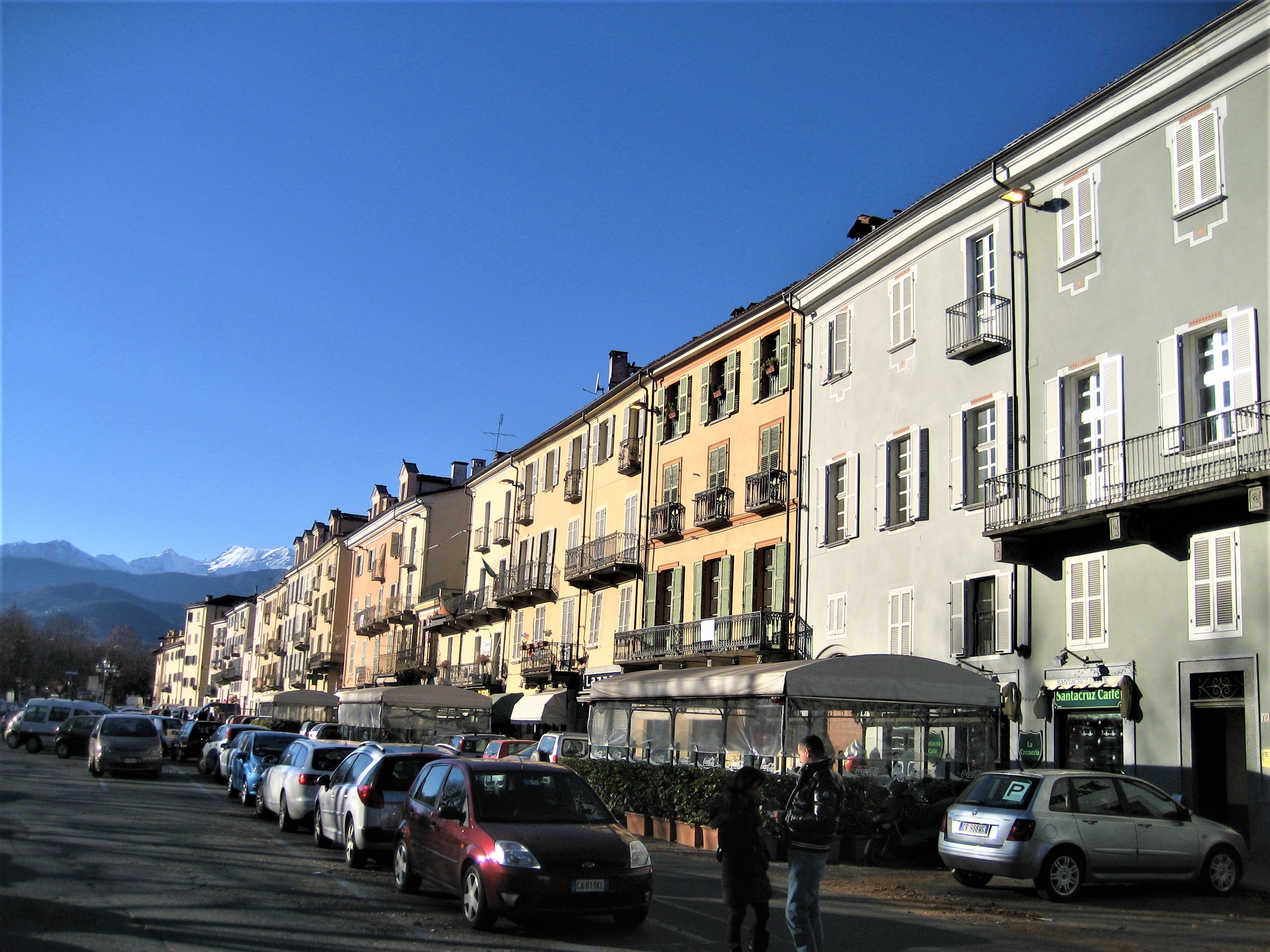
Rand der Altstadt von Pinerolo

Pinerolo wurde zum ersten Mal 981 als Pinarolium (dt. Kiefernwald) in einer Urkunde Kaiser Ottos II. erwähnt, in welcher er dem Bischof von Turin den Besitz, die Rechte und die Privilegien der Stadt, welche seine Vorgänger schon genossen, zusichert. In dieser Zeit war Pinerolo keine eigentliche Stadt, sondern eine Ansammlung der Weiler San Verano, San Pietro Val Lemina, San Maurizio (das obere Stadtviertel Pinerolos) und San Donato (das untere Stadtviertel) unter welchen San Verano das wichtigste war, da es sich am Eingang des Chisonetals befindet. 1064 wurde die Stadt durch den Willen der Markgräfin Adelheid von Susa den Benediktinern der Abtei San Verano, das heutige Abbadia Alpina übereignet. Gegen die Gebietsansprüche des Bischofs von Turins, welcher durch eine Urkunde Friedrich Barbarossas unterstützt wurde, erhob sich die Bevölkerung und kämpfte für die Benediktiner und erreichte dadurch eine kommunale Eigenständigkeit.
1220 besetzt Thomas I. von Savoyen die Stadt. Die Zeit ist geprägt von Aufständen, Unruhen und starken Auseinandersetzungen mit der Abtei San Verano, welche schließlich 1243 auf ihre Rechte zugunsten Amadeus IV. von Savoyen und seines Bruders Thomas II. von Savoyen verzichtet. Unter Thomas und seinen Nachfolgern des Zweiges der Acaia erlebte Pinerolo eine Zeit des Friedens und des Wohlstands. So wurde sie 1295 zur Hauptstadt ihrer piemontesischen Besitzungen und blieb diese bis zum Erlöschen des Zweiges Savoyen-Acaia 1418, als Amadeus VIII. von Savoyen in einem Schlag sämtliche Besitzungen der Savoyer in Italien und in Frankreich vereinte.
Nach einer kurzen Zeit französischer Herrschaft von 1536 bis 1574 erhielt Pinerolo Stadtrechte durch den Herzog Emanuele Filiberto von Savoyen. Sie kam durch den Vertrag von Cherasco wiederum unter französische Herrschaft (1631). 
Durch Kardinal Richelieu wurde Pinerolo in eine außergewöhnliche Befestigung umgebaut, damit durch sie die französische Kontrolle Norditaliens verbürgt werden könne. Zulasten der Bürger wurden durch Zwangsenteignungen und Zwangsabgaben die Stadtmauern instand gesetzt, die Burg wiederaufgebaut und die Zitadelle erweitert. Lediglich zwei befestigte Tore blieben der Stadt, eines in Richtung Frankreich und eines Richtung Turin. Zahlreiche Werkstätten wurden abgebaut und die Handwerker wurden nach Lyon umgesiedelt, deren Wirtschaft auf Kosten der pinerolesischen einen Aufschwung erhielt.
Die Festung Pinerolo, der Donjon, wurde ebenso als Gefängnis genutzt. Dorthin ließ Ludwig XIV. seine Feinde bringen, darunter auch den ehemaligen Oberintendanten der Finanzen Nicolas Fouquet, der hier seine 15 letzten Lebensjahre verbrachte. Ein weiterer Insasse war auch die geheimnisvolle Person, die als „Der Mann mit der eisernen Maske“ bekannt ist.
Pinerolo wurde durch Viktor Amadeus II. 1696 zurückerobert, allerdings sprengten die Franzosen vor ihrem Abzug Zitadelle und Feste. Karl Emanuel III. erhielt von Papst Benedikt XIV. der Erhebung Pinerolos zum Bischofssitz. Der Handel erlebte einen Aufschwung, die Bevölkerung wuchs von fünftausend auf siebentausend an und die religiösen Orden erblühten wieder.
1801 wurde das Piemont Frankreich eingegliedert und Pinerolo kam zum letzten Mal wiederum unter französische Herrschaft. Mit dem Fall Napoleons und seines Kaiserreiches 1814 fiel Piemont wieder an Viktor Emanuel I., König von Sardinien-Piemont, zurück.
1821 begann in Pinerolo die Befreiungsbewegung, welche von Santorre di Santarosa und Guglielmo Moffa di Lisio angeführt wurde, die als Wegbereiter des Risorgimento gelten.
Es begann eine Zeit wirtschaftlichen und baulichen Aufschwungs: Brücken, Straßen, Eisenbahn (die Strecke Turin-Pinerolo wurde 1854 eröffnet) erleichterten den Handel mit der übrigen Region und mit Ligurien. Aus den Gebirgstälern drängten während der Zeit der Industrialisierung mehr und mehr Leute in die Stadt: Die Bevölkerung stieg von 12.000 im Jahr 1819 auf 18.000 1890. 
Schon 1848 wurde in Pinerolo die erste „società di mutuo soccorso d’Italia“ (eine der deutschen Arbeiterwohlfahrt ähnlichen Organisation in Italien), und die „Società generale degli operai“ (eine Art Arbeiterverband) gegründet. 1849 wurde die aus Venaria stammende militärische Kavallerieakademie umgesiedelt (aufgelöst 1945), dessen Gebäude heutzutage das nationale Kavalleriemuseum und das Museum für prähistorische Kunst beherbergt.
Nach über 150 Jahren Absenz und mit der neuen religiösen Freiheit konnte 1850 eine Waldensergemeinde mit ungefähr 150 Mitgliedern gebildet werden. Dank Hilfe des Amerikaners James Lenox und weiteren Personen wurde 1855 ein Grundstück erworben, worauf am 29. Juni 1860 ein Tempio, eine evangelische Kirche in historisierendem Baustil, eröffnet werden konnte.
Während des Zweiten Weltkriegs waren viele Bürger der Stadt in der Resistenza aktiv. 
In der Nachkriegszeit erlebte sie eine letzte Industrialisierung durch die Ansiedlung neuer Werke. In neuerer Zeit jedoch setzt die Stadt immer mehr auf den Tourismus, auch um den zunehmenden Strukturwandel (Niedergang des verarbeitenden Gewerbes) aufzufangen. Am 8. September 1974 wurden in Pinerolo die Gründer der Brigate Rosse, Renato Curcio und Alberto Franceschini, verhaftet.
Im Januar 2005 wurde an der via Lequio in Pinerolo ein Denkmal zur Erinnerung an die Verfolgung der Waldenser durch die katholische Inquisition enthüllt. Es ist das erste ökumenische Monument in Italien überhaupt und wurde von der Waldenserkirche und dem römisch-katholischen Bischof von Pinerolo in Auftrag gegeben. Die vom österreichischen Bildhauer Gerald Brandstötter in Bronze gestaltete Rundplastik hat die Form einer großen Flamme und soll die Verbrennung der Waldenser durch die Inquisition darstellen. Hoffnung und Versöhnung symbolisiert eine Mädchengestalt mit erhobenen Händen und mit Blick zum Himmel.

## Sport
In Pinerolo fanden die Curling-Wettbewerbe der Olympischen Winterspiele 2006 statt.

## Persönlichkeiten

### Söhne und Töchter der Stadt
- Margarete von Savoyen (* um 1382; † 1464), Markgräfin von Montferrat, Selige
- Ignazio Porro (1801–1875), Optiker und Topograph
- Edoardo de Launay (1820–1892), Diplomat
- Luigi Facta (1861–1930), Politiker und italienischer Ministerpräsident
- Ettore Bignone (1879–1953), Klassischer Philologe und Philosophiehistoriker
- Francesco Cognasso (1886–1986), Historiker
- Ferruccio Parri (1890–1981), Politiker, antifaschistischer Widerstandskämpfer und italienischer Ministerpräsident
- Gaétan Pasotti (1890–1950), römisch-katholischer Bischof, Salesianer Don Boscos, Missionar
- Italo Tibaldi (1927–2010), Überlebender der Konzentrationslager Mauthausen und Ebensee
- Stefano Baudino (* 1963), Radrennfahrer
- Marco Fassone (* 1964), Geschäftsmann und Sportmanager
- Lara Peyrot (* 1975), Skilangläuferin
- Ellen Giacone (* 1982), Sängerin
- Simone Bentivoglio (* 1985), Fußballspieler
- Barbara Bonansea (* 1991), Fußballspielerin
- Elisa Palmero (* 1999), Langstreckenläuferin
- Fabio Miretti (* 2003), Fußballspieler

### Persönlichkeiten mit Bezug zur Stadt
- Nicolas Fouquet (1615–1680), französischer Politiker; starb in Pinerolo
- Federico Caprilli (1868–1907), Militär und Reitsportler; starb in Pinerolo
- Alessandro Barbero (* 1959), Historiker, Hochschullehrer und Publizist, lebt in Pinerolo

## Städtepartnerschaften
- Gap, Frankreich seit 1963
- Traunstein, Bayern seit 1986
- San Francisco, Argentinien seit 1996
- Derventa, Bosnien und Herzegowina seit 2005

In der Vergangenheit hatte Pinerolo mit Beloit, Wisconsin, USA, eine Städtepartnerschaft. Diese kam zustande aufgrund des gleichnamigen Papierherstellers Beloit, der ein metallverarbeitendes Werk in Pinerolo unterhielt. Mit der Schließung des Werkes (das durch italienische Investoren aufgefangen wurde und später als PMT Italia wiedereröffnete), der Entlassung hunderter Beschäftigter infolgedessen und der späteren Insolvenz im Jahr 2000 sind die Beziehungen Ende der 1990er Jahre geschwunden und die Städtepartnerschaft gilt als verfallen, so dass sie nicht einmal mehr auf der Homepage der Stadt angeführt wird.